# Górnośląsko-Zagłębiowska Metropolia

Logo Górnośląsko-Zagłębiowskiej Metropolii.

Górnośląsko-Zagłębiowska Metropolia (skrót. GZM) – związek metropolitalny w południowej Polsce, w województwie śląskim, utworzony na górnośląskim obszarze metropolitalnym 1 lipca 2017 rozporządzeniem Rady Ministrów, na podstawie ustawy z dnia 9 marca 2017. Związek rozpoczął działalność z początkiem 2018 i otrzymuje dochody z budżetu państwa – 5% udziału w podatku PIT od osób mieszkających na obszarze związku. Otrzymuje także składki z budżetów tworzących go gmin.
Metropolia leży na trasie głównych szlaków krajowych i międzynarodowych zarówno drogowych, jak i kolejowych. Na północy Metropolii funkcjonuje międzynarodowy port lotniczy Katowice-Pyrzowice. Metropolia jest ośrodkiem gospodarczym, będąc centrum handlowo-usługowym ze znacznym udziałem działalności produkcyjnej. Jest również ośrodkiem koncentracji specjalistycznych usług medycznych, funkcji akademickiej, kulturalnej, religijnej oraz sportowej.

## Skład Górnośląsko-Zagłębiowskiej Metropolii

Mapa gmin wchodzących w skład Górnośląsko-Zagłębiowskiej Metropolii.

W skład Górnośląsko-Zagłębiowskiej Metropolii wchodzi 41 gmin (w tym miast) województwa śląskiego:
| Gmina (miasto)       | Przynależność do powiatu   | Ludność (2024-12-31) | Powierzchnia (2017-01-01) [km²] |
| -------------------- | -------------------------- | -------------------- | ------------------------------- |
| Będzin               | powiat będziński           | 53 250               | 37,37                           |
| Bieruń               | powiat bieruńsko-lędziński | 18 738               | 40,49                           |
| Bobrowniki           | powiat będziński           | 12 554               | 51,48                           |
| Bojszowy             | powiat bieruńsko-lędziński | 8646                 | 34,69                           |
| Bytom                | miasto na prawach powiatu  | 146 290              | 69,44                           |
| Chełm Śląski         | powiat bieruńsko-lędziński | 6317                 | 23,33                           |
| Chorzów              | miasto na prawach powiatu  | 99 420               | 33,24                           |
| Czeladź              | powiat będziński           | 29 503               | 16,38                           |
| Dąbrowa Górnicza     | miasto na prawach powiatu  | 112 408              | 188,73                          |
| Gierałtowice         | powiat gliwicki            | 12 726               | 38,06                           |
| Gliwice              | miasto na prawach powiatu  | 168 248              | 133,88                          |
| Imielin              | powiat bieruńsko-lędziński | 9430                 | 27,99                           |
| Katowice             | miasto na prawach powiatu  | 278 885              | 164,64                          |
| Knurów               | powiat gliwicki            | 35 298               | 33,95                           |
| Kobiór               | powiat pszczyński          | 5095                 | 48,19                           |
| Lędziny              | powiat bieruńsko-lędziński | 16 269               | 31,65                           |
| Łaziska Górne        | powiat mikołowski          | 20 981               | 20,07                           |
| Mierzęcice           | powiat będziński           | 7995                 | 49,43                           |
| Mikołów              | powiat mikołowski          | 41 532               | 79,21                           |
| Mysłowice            | miasto na prawach powiatu  | 70 741               | 65,62                           |
| Ożarowice            | powiat tarnogórski         | 5926                 | 45,88                           |
| Piekary Śląskie      | miasto na prawach powiatu  | 51 373               | 39,98                           |
| Pilchowice           | powiat gliwicki            | 12 832               | 69,83                           |
| Psary                | powiat będziński           | 12 389               | 46,16                           |
| Pyskowice            | powiat gliwicki            | 17 224               | 30,89                           |
| Radzionków           | powiat tarnogórski         | 15 989               | 13,20                           |
| Ruda Śląska          | miasto na prawach powiatu  | 128 793              | 77,73                           |
| Rudziniec            | powiat gliwicki            | 10 802               | 159,14                          |
| Siemianowice Śląskie | miasto na prawach powiatu  | 62 817               | 25,50                           |
| Siewierz             | powiat będziński           | 12 786               | 113,85                          |
| Sławków              | powiat będziński           | 6781                 | 36,67                           |
| Sosnowiec            | miasto na prawach powiatu  | 184 988              | 91,06                           |
| Sośnicowice          | powiat gliwicki            | 9098                 | 116,50                          |
| Świerklaniec         | powiat tarnogórski         | 13 193               | 44,63                           |
| Świętochłowice       | miasto na prawach powiatu  | 45 021               | 13,31                           |
| Tarnowskie Góry      | powiat tarnogórski         | 61 210               | 83,72                           |
| Tychy                | miasto na prawach powiatu  | 121 063              | 81,81                           |
| Wojkowice            | powiat będziński           | 8382                 | 12,79                           |
| Wyry                 | powiat mikołowski          | 9160                 | 34,62                           |
| Zabrze               | miasto na prawach powiatu  | 152 461              | 80,40                           |
| Zbrosławice          | powiat tarnogórski         | 16 409               | 148,36                          |

Z obszarem GZM bezpośrednio graniczy liczące 86 tysięcy mieszkańców Jaworzno, którego władze nie zdecydowały się na przystąpienie do Metropolii (m.in. ze względu na utratę samodzielności w zakresie transportu publicznego). W związku z tym we wrześniu 2017 na granicy z Sosnowcem ustawiono z ich inicjatywy tablicę informacyjną następującej treści: „Opuszczacie Metropolię. Witamy w Jaworznie”.
W 2018 pojawiły się gminy deklarujące chęć przystąpienia do Metropolii – Ornontowice, Orzesze, Toszek, Krupski Młyn, Wielowieś, Tworóg, Miasteczko Śląskie, Kalety, Lubliniec i Kochanowice. W 2019 r. cztery gminy powiatu lublinieckiego (Lubliniec, Woźniki, Ciasna i Herby) złożyły wniosek o włączenie do GZM.

## Przynależność regionalna

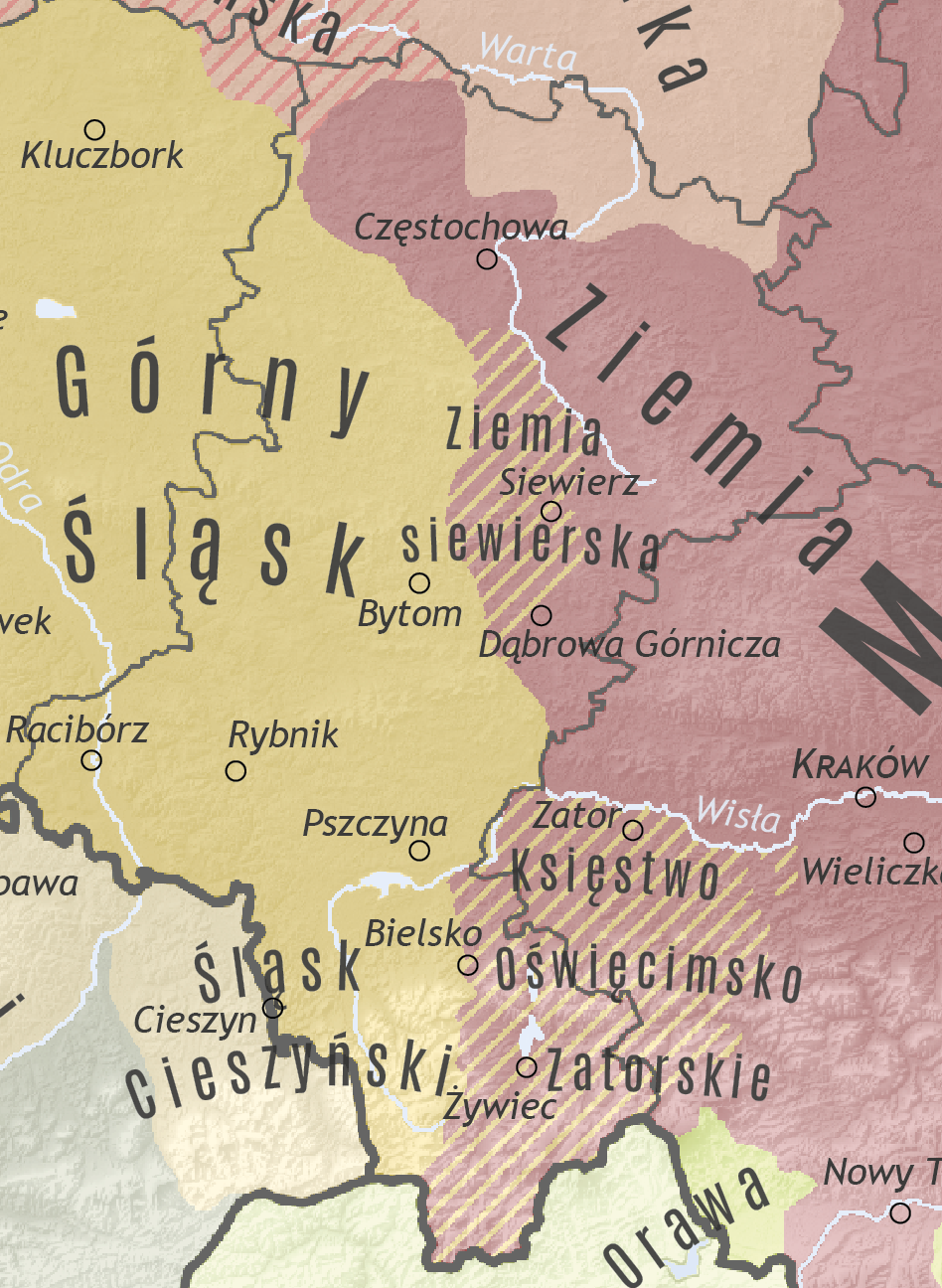
Regiony etnograficzno-historyczne na tle współczesnych granic województwa.

Związek metropolitalny w województwie śląskim składa się z ziem wschodniego Śląska (Górny Śląsk) i zachodniej Małopolski (Zagłębie Dąbrowskie). Przynależność regionalna obu części metropolii, odmienna, lecz zjednoczona przemysłową historią, jest wyrażona zarówno w staraniach samorządów, jak i tożsamości mieszkańców. Miasta Górnośląsko-Zagłębiowskiej Metropolii według przynależności regionalnej:
| Miasta i gminy górnośląskie - Bieruń - Bojszowy - Bytom - Chełm Śląski - Chorzów - Gierałtowice - Gliwice - Imielin - Katowice - Knurów - Kobiór - Lędziny - Łaziska Górne - Mikołów - Mysłowice - Piekary Śląskie - Pilchowice - Pyskowice - Radzionków - Ruda Śląska - Rudziniec - Siemianowice Śląskie - Sośnicowice - Świerklaniec - Świętochłowice - Tarnowskie Góry - Tychy - Wyry - Zabrze - Zbrosławice | Miasta i gminy zagłębiowskie - Będzin - Bobrowniki - Czeladź - Dąbrowa Górnicza - Mierzęcice - Ożarowice - Psary - Siewierz - Sławków - Sosnowiec - Wojkowice |

## Nazwa metropolii
Metropolia gmin Górnego Śląska i Zagłębia Dąbrowskiego nosi oficjalną nazwę „Górnośląsko-Zagłębiowska Metropolia”, która została zapisana w formalnym wniosku o powołanie metropolii, który został następnie złożony za pośrednictwem śląskiego wojewody do Ministra Spraw Wewnętrznych, by na jego podstawie do 30 czerwca 2017 wydał rozporządzenie o utworzeniu metropolii w województwie śląskim.

## Władze i polityka

### Zgromadzenie GZM
Zgromadzenie jest organem stanowiącym i kontrolnym związku. Składa się ono z delegatów gmin wchodzących w skład związku, po jednym z każdej gminy. Delegatami tymi są wójtowie, burmistrzowie lub prezydenci miast, albo osoby przez nich upoważnione.
12 września 2017 na Przewodniczącego Zgromadzenia Górnośląsko-Zagłębiowskiej Metropolii został wybrany Marcin Krupa, prezydent Katowic. Z kolei 13 października 2017 na Wiceprzewodniczącego Zgromadzenia GZM wybrano Andrzeja Dziubę, prezydenta Tychów. Następnie 27 marca 2018 na kolejnych Wiceprzewodniczących Zgromadzenia GZM wybrano: Damiana Bartylę – prezydenta Bytomia i Zbigniewa Szaleńca – burmistrza Czeladzi.
Na XII Sesji Zgromadzenia GZM wybrano nowe władze. Przewodniczącym Zgromadzenia został Andrzej Dziuba, prezydent Tychów. Na Wiceprzewodniczącego Zgromadzenia wybrano Zygmunta Frankiewicza, prezydenta Gliwic oraz Mariusza Wołosza, prezydenta Bytomia. 18 grudnia na XIII Sesji Zgromadzenia wybrano kolejnego Wiceprzewodniczącego, Arkadiusza Chęcińskiego, który jest prezydentem Sosnowca. Padła również deklaracja, że władze będą wybierane rotacyjnie, rokrocznie.
Na XX Sesji Zgromadzenia GZM 13 listopada 2019 ponownie dokonano zmian w prezydium. Przewodniczącym został Arkadiusz Chęciński, prezydent Sosnowca.
Na LXV Sesji Zgromadzenia GZM 29 maja 2024 dokonano kolejnych zmian w prezydium. Przewodniczącym Zgromadzenia został Marcin Krupa, prezydent Katowic.
Aktualny skład prezydium Zgromadzenia GZM (stan na czerwiec 2025 roku):
- Marcin Krupa, prezydent Katowic – Przewodniczący Zgromadzenia

- Arkadiusz Chęciński, prezydent Sosnowca – Wiceprzewodniczący Zgromadzenia

- Maciej Gramatyka, prezydent Tychów – Wiceprzewodniczący Zgromadzenia

- Katarzyna Kuczyńska-Budka, prezydentka Gliwic – Wiceprzewodnicząca Zgromadzenia

### Zarząd GZM
Zarząd jest organem wykonawczym Górnośląsko-Zagłębiowskiej Metropolii, a w jego skład wchodzi 5 członków, w tym przewodniczący. Zarząd jest wybierany przez zgromadzenie w głosowaniu tajnym, przy czym najpierw wybierany jest przewodniczący zarządu, a następnie pozostali członkowie zarządu, na wniosek przewodniczącego. Pierwszy skład zarządu został wybrany 12 września 2017.
Skład zarządu:
- Kazimierz Karolczak – przewodniczący (od 12 września 2017)
- Igor Śmietański – wiceprzewodniczący (od 20 listopada 2024)
- Maciej Biskupski – wiceprzewodniczący (od 29 kwietnia 2025)
- Grzegorz Kwitek – członek zarządu (od 12 września 2017)
- Stanisław Korman – członek zarządu (od 29 maja 2024)

Byli członkowie zarządu:
- Krzysztof Zamasz (od 12 września 2017) – wiceprzewodniczący (od 27 marca 2018 do 25 czerwca 2018)
- Aneta Moczkowska – wiceprzewodnicząca (od 25 czerwca 2018 do 10 sierpnia 2018)
- Karolina Wadowska (od 12 września 2017 do 13 listopada 2019)
- Grzegorz Podlewski – wiceprzewodniczący (od 10 sierpnia 2018 do 18 grudnia 2020)
- Danuta Kamińska (od 12 września 2017) – wiceprzewodnicząca (od 27 marca 2018 do 22 stycznia 2025)
- Jacek Brzezinka – członek zarządu (od 13 listopada 2019 do 24 kwietnia 2024)
- Henryk Borczyk – wiceprzewodniczący zarządu (od 18 grudnia 2020 do 23 października 2024)

## Demografia
Górnośląsko-Zagłębiowską Metropolię zamieszkuje ponad 2 100 000 osób. Liczba ludności miast i gmin wchodzących w skład metropolii, podobnie jak całego województwa, od 1989 stale się zmniejsza m.in. na skutek ubytku naturalnego i ujemnego salda migracji.

## Budżet
W 2024 roku Górnośląsko-Zagłębiowska Metropolia (GZM) odnotowała wydatki w łącznej wysokości około 2,18 miliarda złotych (mld zł). Dominującą pozycją w strukturze wydatków było finansowanie organizacji i rozwoju transportu miejskiego, na co przeznaczono około 1,97 mld zł, co stanowiło zdecydowaną większość całkowitych kosztów.
Dochody Metropolii GZM w tym samym okresie zamknęły się kwotą około 2,21 mld zł. Największe źródło dochodów, wynoszące 956,45 miliona złotych, stanowiła zmienna część rocznej składki wnoszonej przez gminy członkowskie. Uzupełnieniem tej pozycji była stała część składki rocznej w wysokości 17,53 mln zł. Istotnym elementem dochodów były również wpływy z usług przewozowych, głównie ze sprzedaży biletów, które wygenerowały około 244,69 mln zł. Ponadto, budżet Metropolii zasiliła kwota około 522,74 mln zł pochodząca z udziału w podatku dochodowym od osób fizycznych (PIT). W 2024 roku udział ten wynosił 0,49% od dochodów podatników PIT zamieszkałych na obszarze metropolitalnym..

## Transport

### Transport drogowy

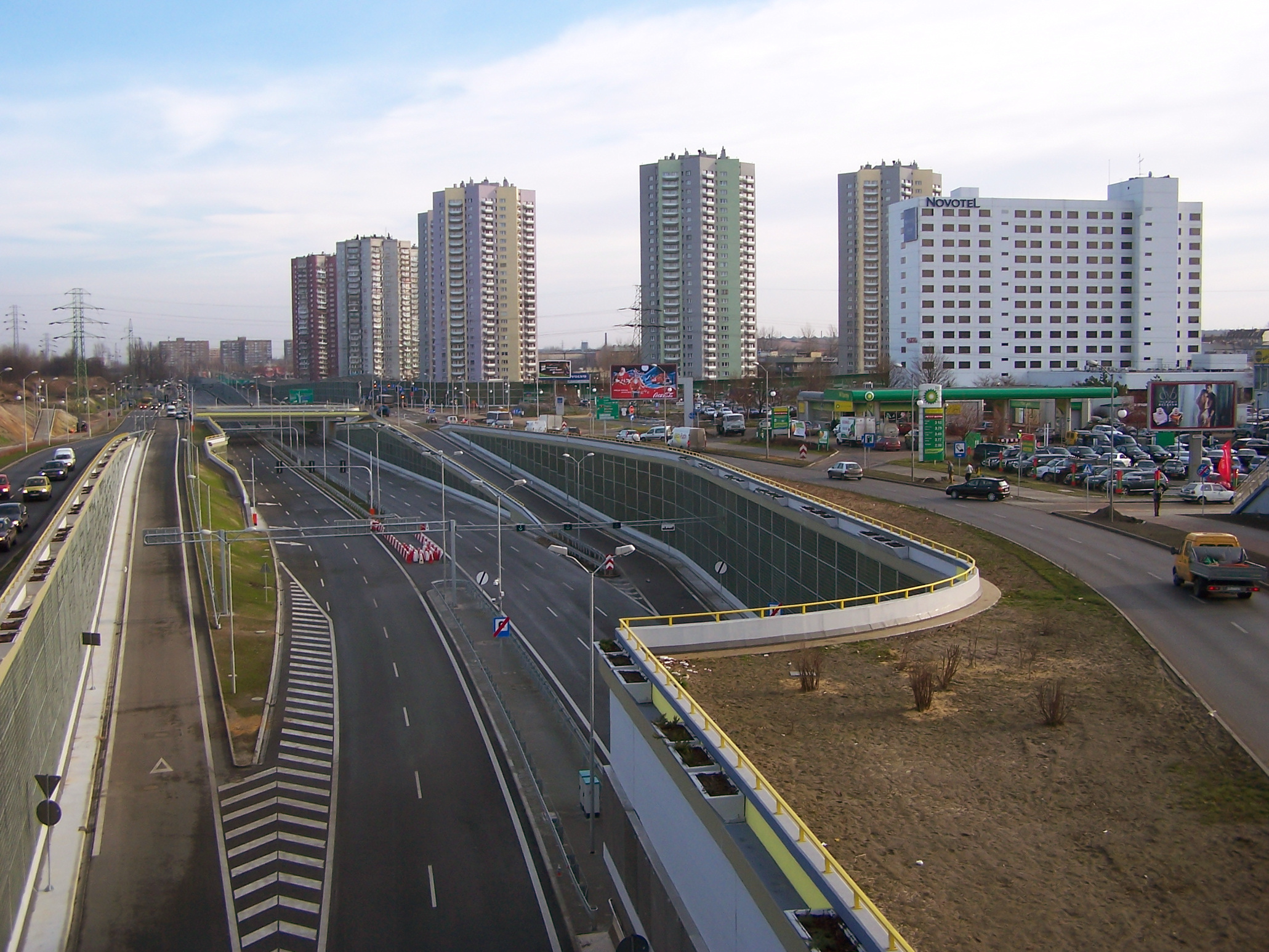
Drogowa Trasa Średnicowa

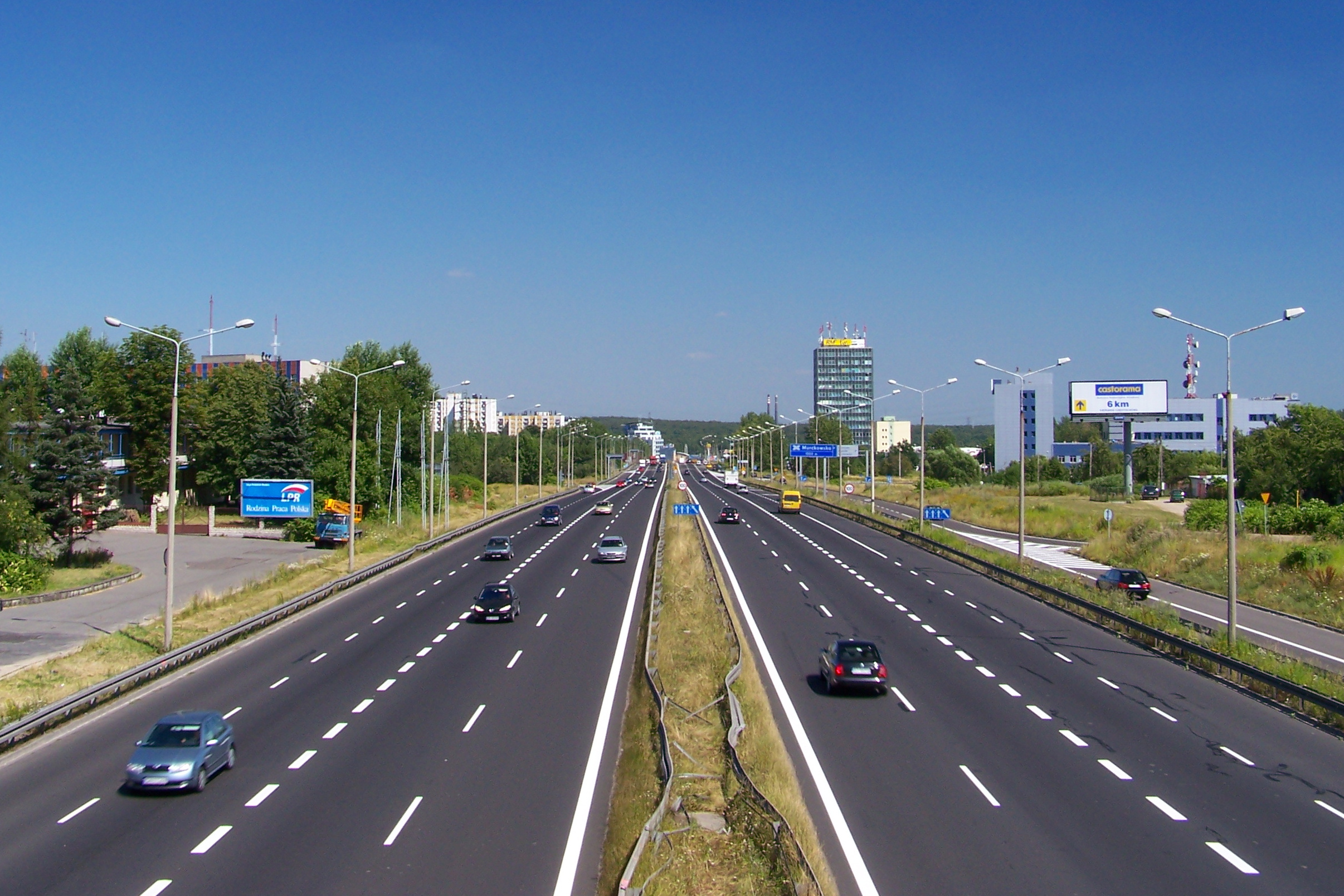
Autostrada A4 (al. Górnośląska)

Górnośląsko-Zagłębiowska Metropolia leży na skrzyżowaniu szeregu drogowych szlaków komunikacyjnych. Przez metropolię przebiegają m.in.:
- trasa europejska E40: Francja – Belgia – Niemcy – Polska – Ukraina – Rosja – Kazachstan – Uzbekistan – Kirgistan;
- trasa europejska E75: Norwegia – Finlandia – Polska – Czechy - Słowacja – Węgry – Serbia – Macedonia Północna – Grecja – Kreta;
- trasa europejska E462: Polska – Czechy;
- autostrada A4: granica z Niemcami – Jędrzychowice – Legnica – Wrocław – Opole – Gliwice – Katowice – Kraków – Tarnów – Rzeszów – Korczowa – granica z Ukrainą;
- droga krajowa nr 79: Warszawa – Kozienice – Zwoleń – Sandomierz – Kraków – Trzebinia – Chrzanów – Jaworzno – Katowice – Chorzów – Bytom;
- droga krajowa nr 81: Katowice – Mikołów – Żory – Skoczów;
- droga krajowa nr 86: Wojkowice Kościelne – Będzin – Sosnowiec – Katowice – Tychy.
- droga krajowa nr 1: Gdańsk – Toruń – Łódź – Piotrków Trybunalski – Częstochowa – Dąbrowa Górnicza – Tychy – Bielsko-Biała – Zwardoń – granica państwa ze Słowacją;
- autostrada A1: Gdańsk – Toruń – Łódź – Piotrków Trybunalski – Częstochowa – Gliwice – Gorzyczki – granica z Czechami;
- droga krajowa nr 11: Kołobrzeg – Koszalin – Piła – Poznań – Jarocin – Ostrów Wielkopolski – Kępno – Lubliniec – Tarnowskie Góry – Bytom;
- droga krajowa nr 44: Gliwice – Mikołów – Tychy – Oświęcim – Zator – Skawina – Kraków;
- droga krajowa nr 78: granica z Czechami – Chałupki – Wodzisław Śląski – Rybnik – Gliwice – Tarnowskie Góry – Siewierz – Zawiercie – Szczekociny – Jędrzejów – Chmielnik;
- droga krajowa nr 88: Strzelce Opolskie – Nogowczyce – Gliwice – Bytom;
- droga krajowa nr 94: węzeł „Zgorzelec” – Bolesławiec – Legnica – Prochowice – Wrocław – Brzeg – Opole – Strzelce Opolskie – Pyskowice – Bytom – Będzin – Sosnowiec – Dąbrowa Górnicza – Olkusz – Kraków – Targowisko – Tarnów – Pilzno – Dębica – Ropczyce – Rzeszów – Jarosław – Korczowa.

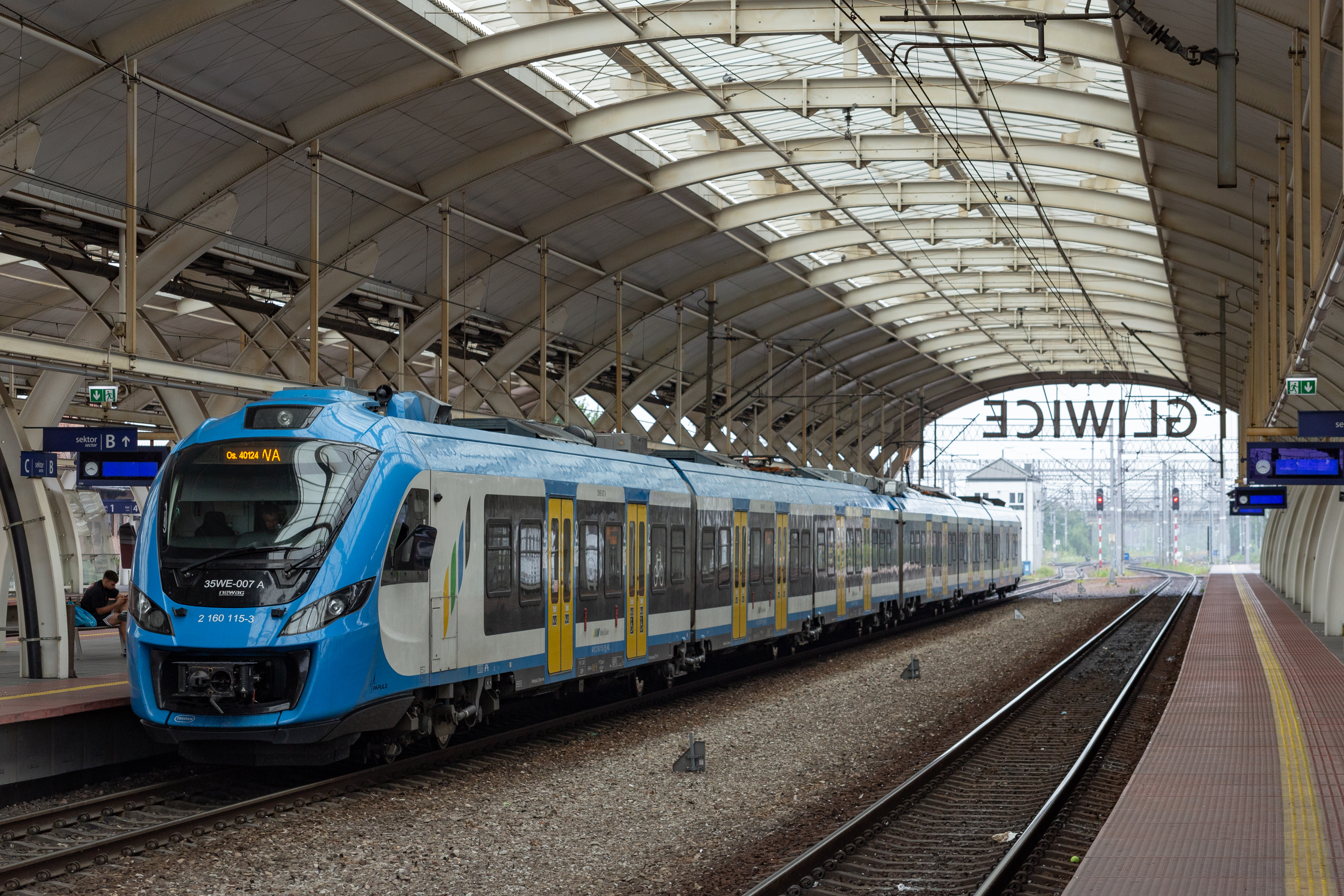
35WE-007 Kolei Śląskich w Gliwicach

Przez miasta Metropolii, na osi zachód-wschód, przebiega również Drogowa Trasa Średnicowa – trasa szybkiego ruchu, która przebiega przez Gliwice, Zabrze, Rudę Śląską, Świętochłowice, Chorzów i Katowice. Biegną też tędy dwie drogi ekspresowe: S1 (część drogi krajowej nr 1 i Wschodniej Obwodnicy GOP) oraz S86 (część drogi krajowej nr 86). Trasy te w powiązaniach zewnętrznych zapewnia bezpośredni do ośrodków o zasięgu wojewódzkich jak Opole, Wrocław czy Kraków, a także do państw europejskich, zwłaszcza Europy Zachodniej (Niemcy, Belgia i Francja), a także na południe (głównie do Czech).

### Transport kolejowy

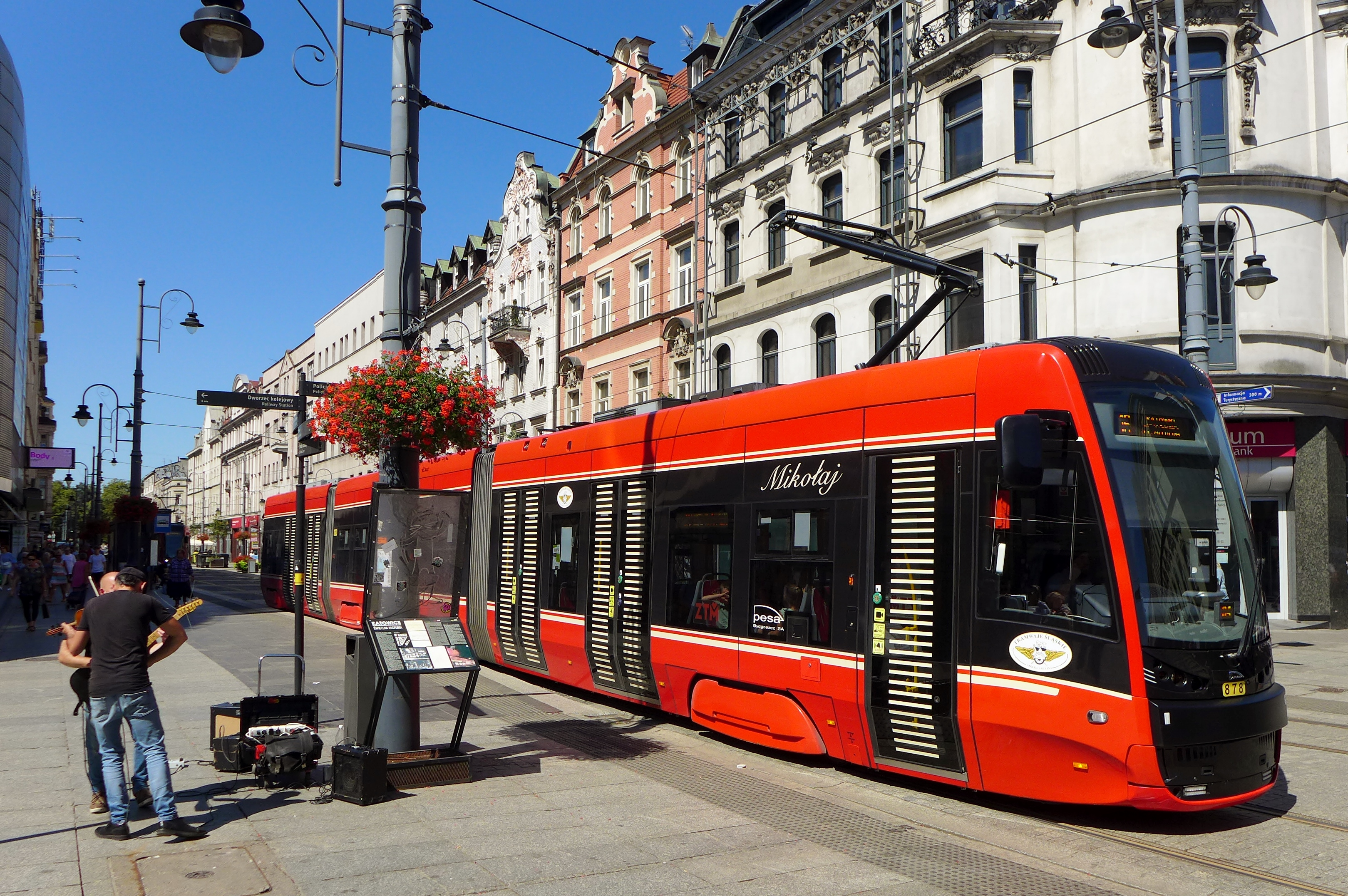
TS878 spółki Tramwaje Śląskie, Katowice

Na terenie Górnośląsko-Zagłębiowskiej Metropolii funkcjonuje kilka węzłów komunikacji kolejowej w Polsce, zarówno jeśli chodzi o przewozy pasażerskie, jak i towarowe. Przez metropolię przebiega kilkadziesiąt linii kolejowych zarządzanych przez PKP Polskie Linie Kolejowe. Metropolia leży na skrzyżowaniu dwóch transeuropejskich korytarzy transportowych. Przewozy regionalne zapewniają Koleje Śląskie.

### Komunikacja miejska

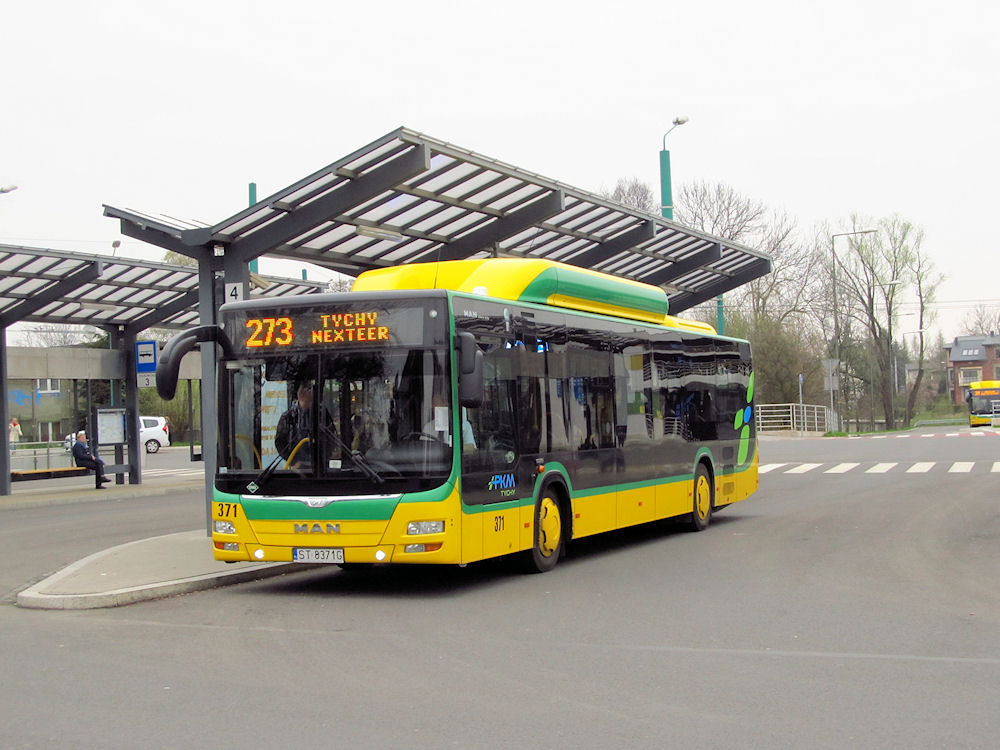
MAN NL273 Lion`s City CNG, PKM Tychy

System transportu zbiorowego w Metropolii oparty jest na komunikacji autobusowej, trolejbusowej oraz tramwajowej. Przed powołaniem GZM, głównymi organizatorami komunikacji miejskiej były Komunikacyjny Związek Komunalny Górnośląskiego Okręgu Przemysłowego z siedzibą w Katowicach, Miejski Zarząd Komunikacji w Tychach oraz Międzygminny Związek Komunikacji Pasażerskiej w Tarnowskich Górach.
22 lipca 2017 na III Sesji Zgromadzenia Górnośląsko-Zagłębiowskiej Metropolii podjęto Uchwałę Nr III/16/2017 w sprawie utworzenia jednostki organizacyjnej GZM o nazwie Zarząd Transportu Metropolitalnego (w skrócie ZTM). W Uchwale Nr III/17/2017 nadano Statut ZTM, w którym mowa, że głównym zadaniem jest organizacja publicznego transportu zbiorowego na terenie Metropolii oraz przygotowanie do przejęcia zadań od dotychczasowych organizatorów transportu publicznego działających na terenie Metropolii, co nastąpiło 1 stycznia 2019.

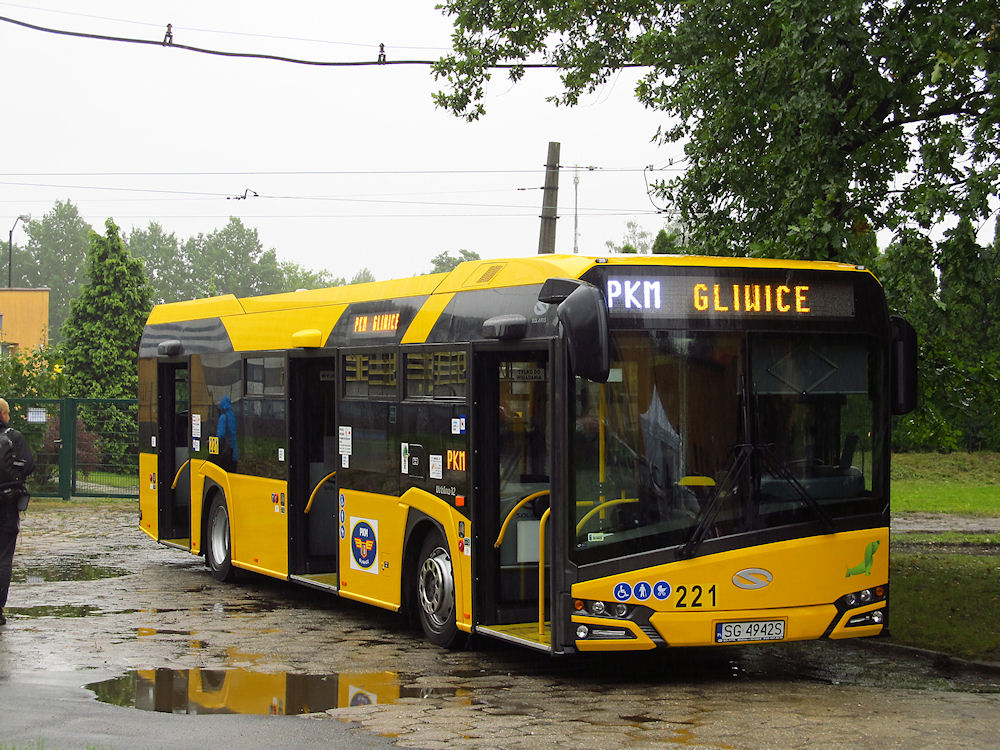
Solaris Urbino, PKM Gliwice

Od 1 stycznia 2018 ujednolicono taryfę przejazdową na terenie KZK GOP, MZKP i MZK w zakresie biletów jednorazowych, a od 1 kwietnia 2018 ujednolicona została taryfa dla biletów okresowych na terenie całej Metropolii.

### Transport lotniczy

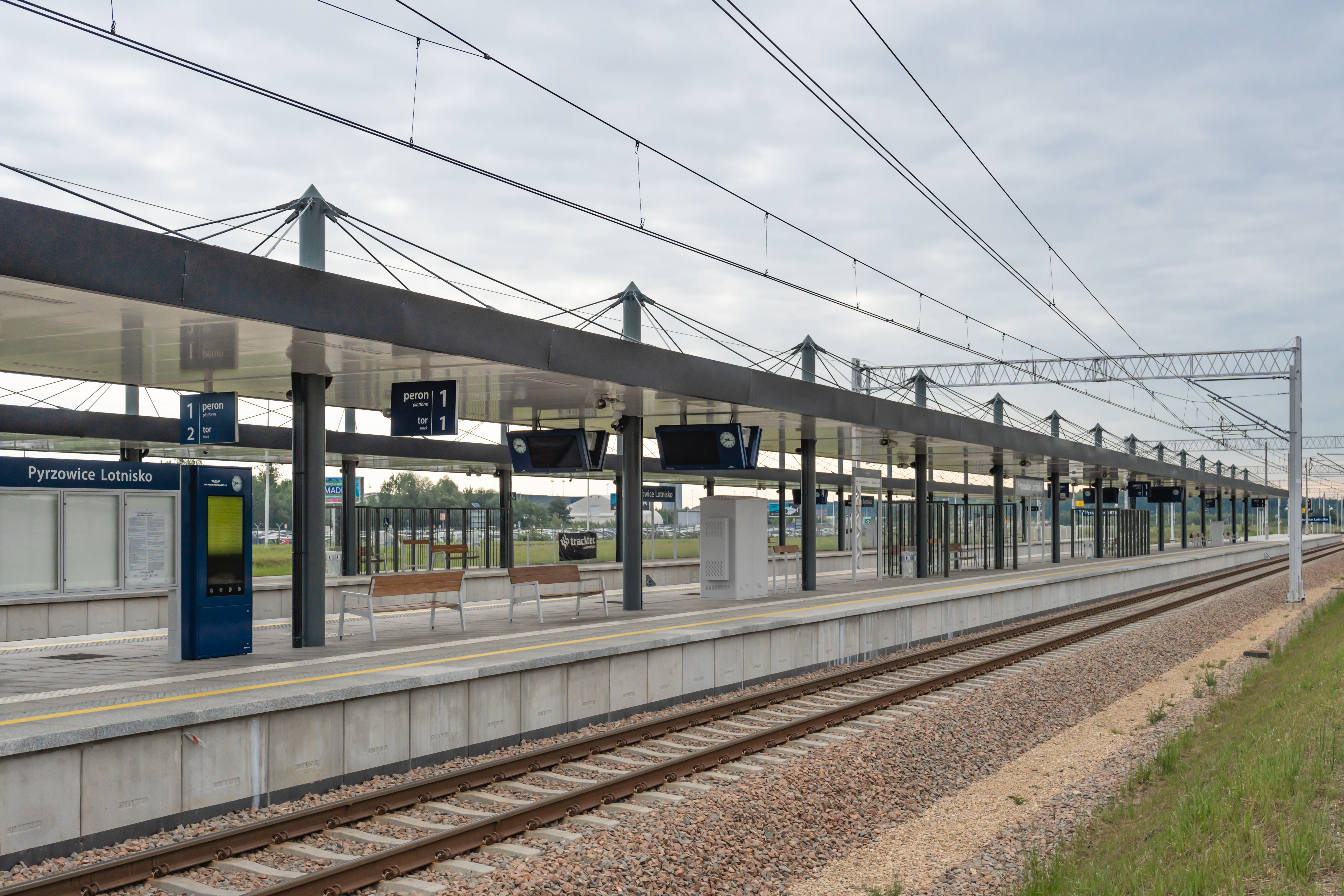
Peron przystanku kolejowego Pyrzowice Lotnisko

W północnej części metropolii na terenie dwóch gmin Mierzęcice i Ożarowice znajduje się międzynarodowy port lotniczy Katowice-Pyrzowice z asfaltobetonową drogą startową o długości 3200 metrów i szerokości 45 metrów. W 2019 obsłużył on 4 mln 843 tys. pasażerów. Port posiada dwa terminale pasażerskie (nowszy otwarty w lipcu 2007), terminal przylotowy oraz jeden terminal cargo. Przepustowość roczna terminali pasażerskich wynosi ok. 6 mln. Lotnisko w Pyrzowicach obsługuje ponad 30 stałych połączeń rejsowych liniami lotniczymi LOT, Lufthansa, Wizz Air, Ryanair, Transavia, Corendon Airlines, Air Cairo, SmartWings, SunExpress i Ellnair.

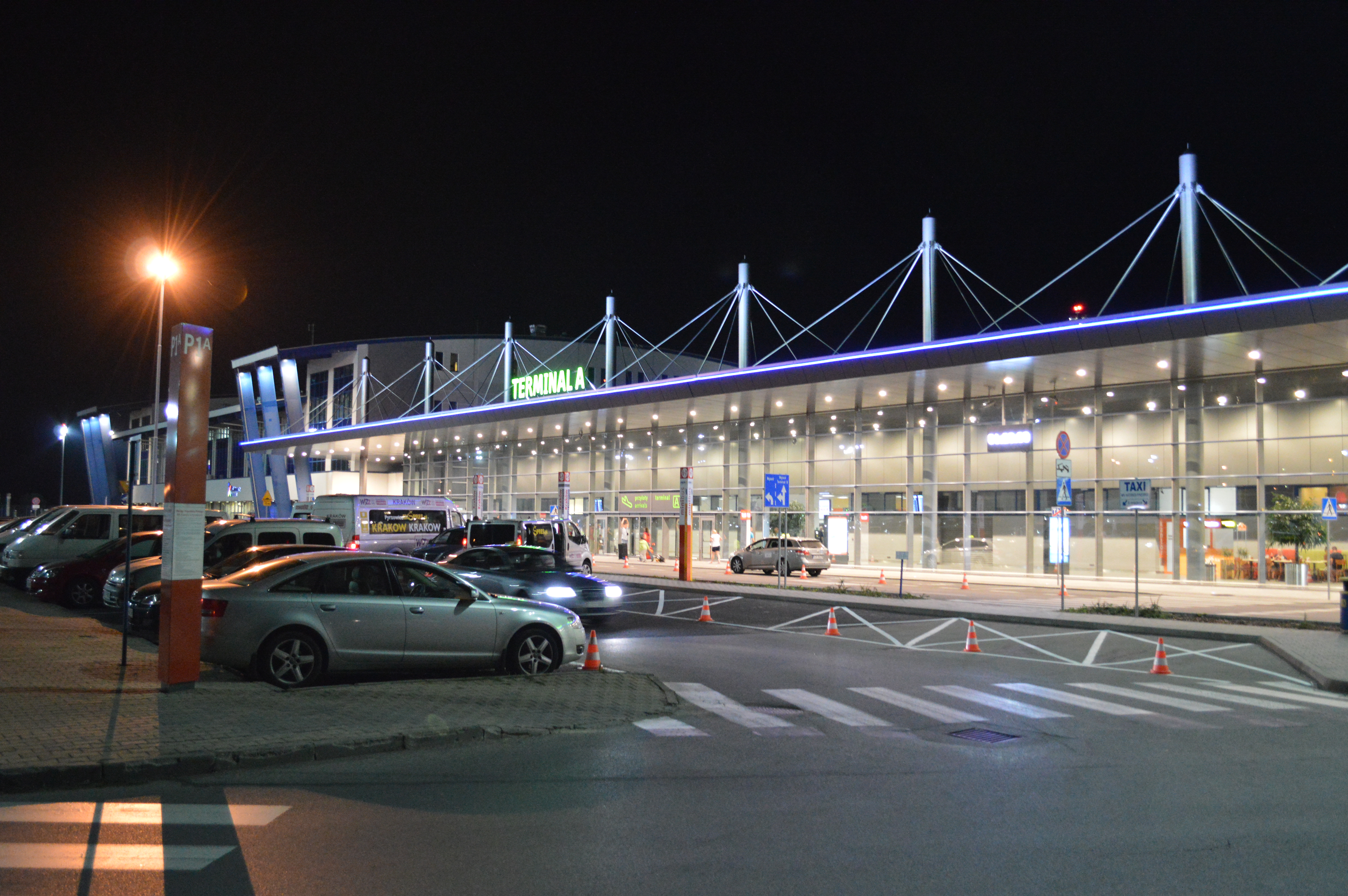
MPL Katowice w Pyrzowicach

## Kultura

### Atrakcje Metropolii
Na terenie Górnośląsko-Zagłębiowskiej Metropolii znajduje się bardzo dużo atrakcji takich jak:
- Kopalnia Guido w Zabrzu
- Opera Śląska w Bytomiu
- Teatr Rozbark w Bytomiu
- Muzeum Górnośląskie w Bytomiu
- Pałac Tiele-Wincklerów w Bytomiu Miechowicach
- Park Śląski w Chorzowie w skład którego wchodzi: Śląski Ogród Zoologiczny, Legendia, Stadion Śląski, Planetarium Śląskie, Hala wystawowa Kapelusz i wiele więcej
- Zabytkowa Kopalnia Srebra oraz Sztolnia Czarnego Pstrąga w Tarnowskich Górach
- Muzeum Tyskich Browarów Książęcych w Tychach
- Muzeum w Gliwicach w skład którego wchodzi m.in.: Radiostacja gliwicka
- Kolejkowo Gliwice
- Galeria Szyb Wilson w Katowicach
- Osiedla Giszowiec oraz Nikiszowiec w Katowicach
- Zamek w Będzinie
- Strefa Kultury w Katowicach w której skład wchodzą: Hala Widowiskowo-Sportowa Spodek, Muzeum Śląskie, Międzynarodowe Centrum Kongresowe, Biurowce .KTW (.KTW 2 jest najwyższym budynkiem w województwie śląskim), Narodowa Orkiestra Symfoniczna Polskiego Radia
- Pomnik Powstańców Śląskich w Katowicach
- Palmiarnia Miejska w Gliwicach
- Jezioro Paprocańskie w Tychach
- Śląski Ogród Botaniczny w Mikołowie
- Dolina Trzech Stawów w Katowicach
- Pustynia Błędowska
- Pałac Kultury Zagłębia w Dąbrowie Górniczej
- Zamek Sielecki

### Cykliczne imprezy kulturalne

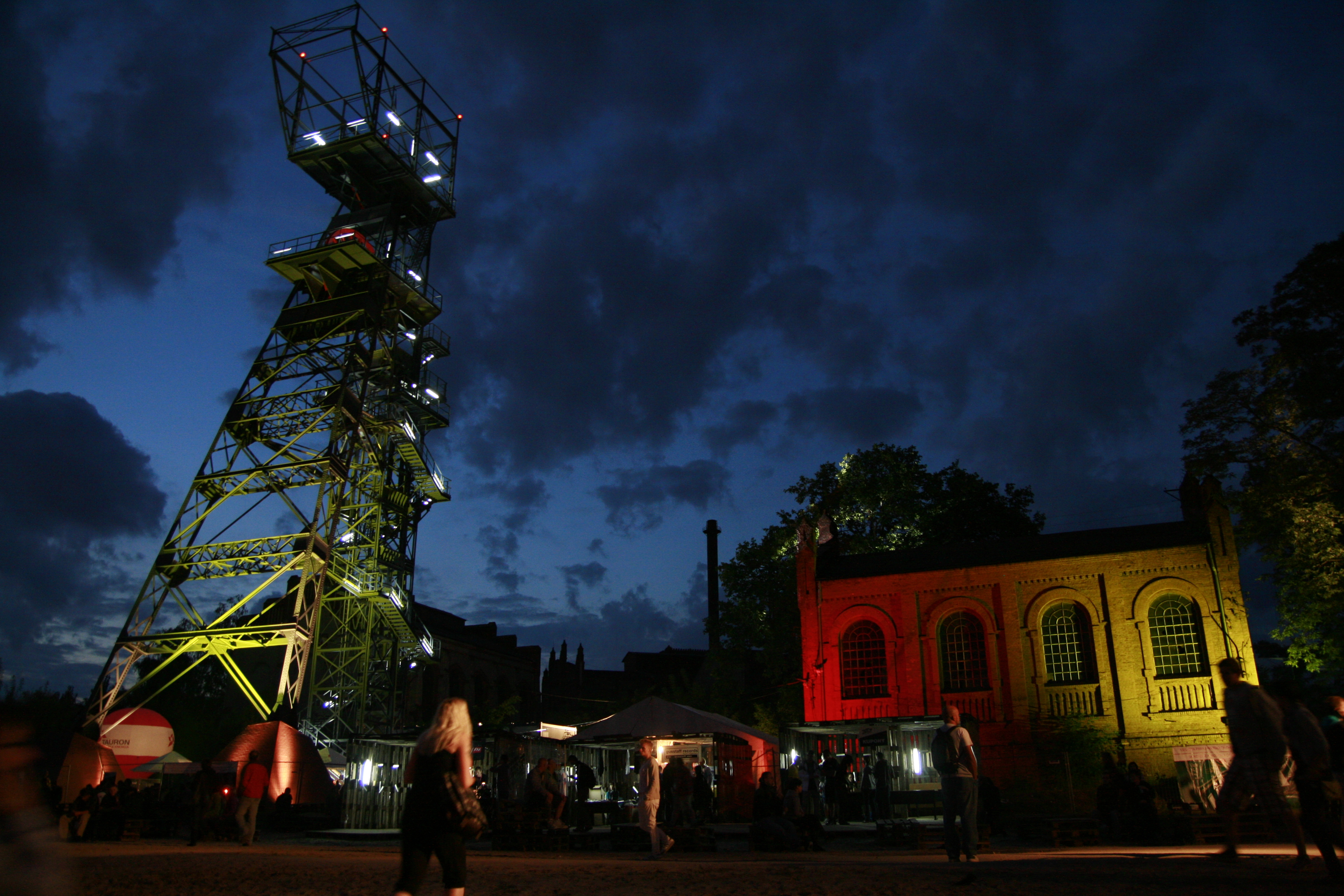
Festiwal Tauron Nowa Muzyka

W gminach wchodzących w skład Metropolii odbywają się liczne cykliczne imprezy kulturalne, w tym:
| - Ars Independent Festival - Ekosong – Panewniki - Festiwal Filmów Kultowych - Festiwal Filmów Niezależnych kilOFF - Festiwal Nowa Muzyka - Festiwal Muzyki Celtyckiej Zamek - Festiwal Sztuki Filmowej „Celuloid, Człowiek, Cyfra” - Gwarki Tarnogórskie - Górnośląski Festiwal Sztuki Kameralnej - Mayday Festiwal – Spodek - Metalmania – Spodek - Międzynarodowy Festiwal Kolęd i Pastorałek im. ks. Kazimierza Szwarlika - Międzynarodowy Festiwal Folklorystyczny Zagłębie i Sąsiedzi | - Międzynarodowy Festiwal Teatrów „A Part” - Międzynarodowy Festiwal Teatrów Lalek „Katowice Dzieciom” - Międzynarodowy Konkurs Dyrygentów im. G. Fitelberga - Międzynarodowy Konkurs Muzyczny im. Michała Spisaka - Odjazdy – Spodek - Off Festival – Dolina Trzech Stawów - Ogólnopolski Festiwal Sztuki Reżyserskiej „Interpretacje” - Rawa Blues Festiwal – Spodek - Węgiel Student Film Festiwal - Intel Extreme Masters – Spodek |

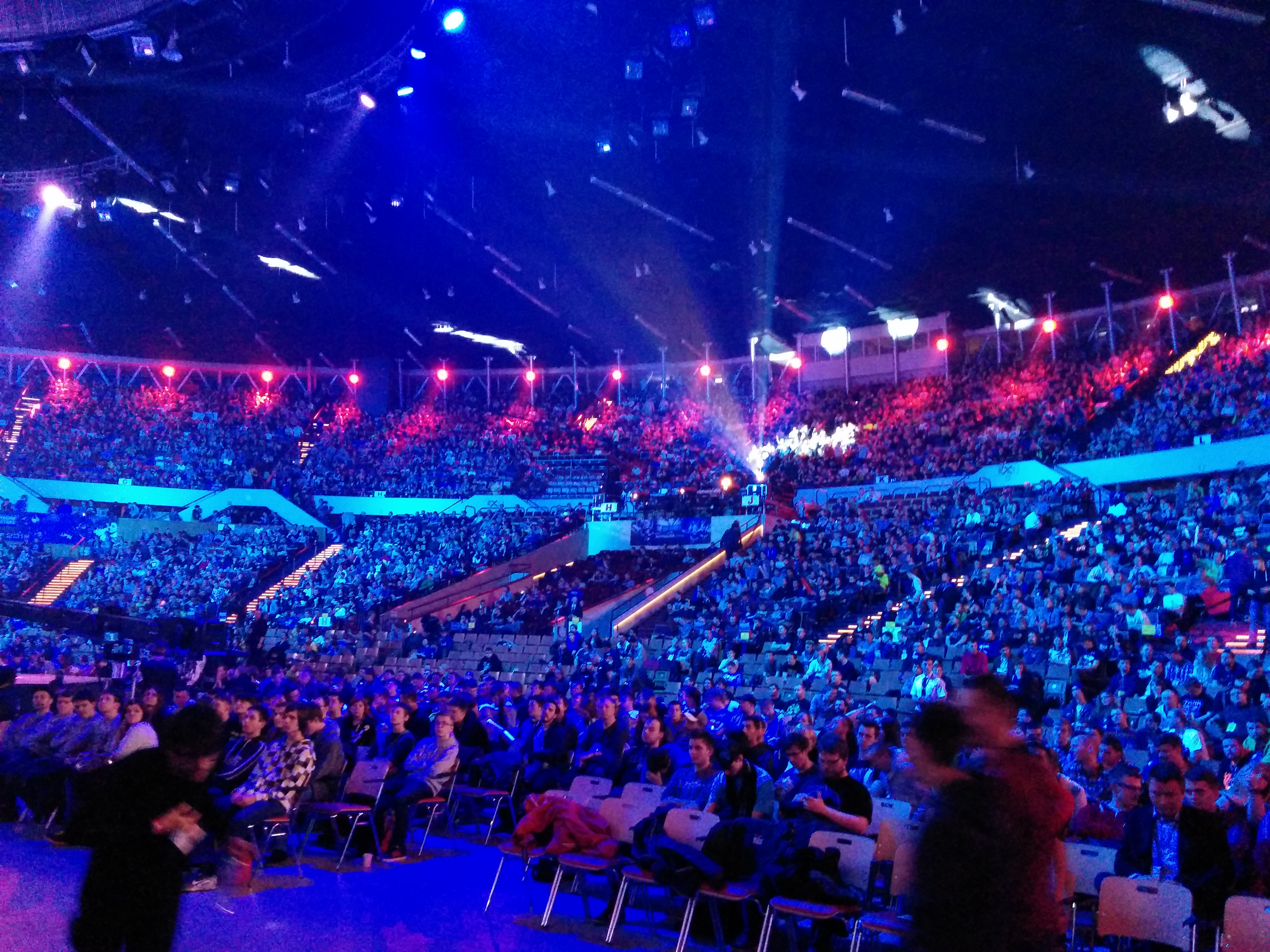
Intel Extreme Masters Katowice